# 2-苯乙基环己醇
2-苯乙基环己醇是一种有机化合物，化学式为C14H20O。它可由氧化环己烯、苯乙基溴和镁为原料反应制得；2-苯乙基环己酮在乙醚中经钠还原，也能得到产物。它可以用于制备菲：